# 八一七路

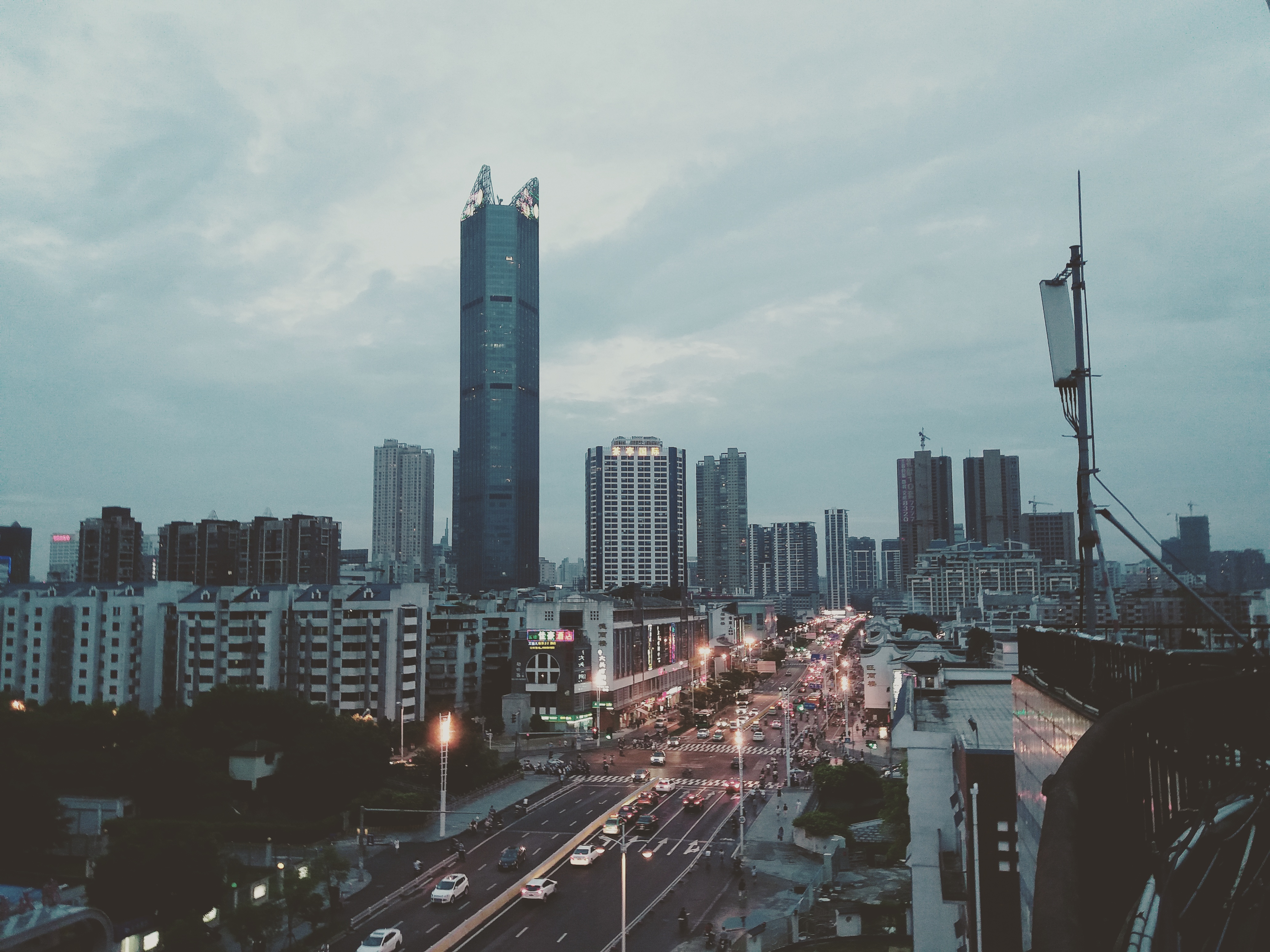
南向鸟瞰八一七路

八一七路，是中国福建省福州市的一条重要街道，北起鼓楼前，南至解放大桥，全长5115米。八一七路纵贯福州市鼓楼区与台江区，是福州市区南北向主干道之一，也是福州市自古以来的中轴线。

## 分段
八一七路共分三段。
- 八一七北路：北于鼓楼前与鼓屏路相接，南于南门兜与八一七中路相接。
- 八一七中路：北于南门兜与八一七北路相接，南于小桥与八一七南路相接。
- 八一七南路：北于小桥与八一七中路相接，南接解放大桥。

## 历史
八一七路北段的鼓楼前至双门前（今东街口附近）一段，明清時代称宣政街，而双门前至南门兜则称上南街、下南街和南门兜，民国时期该段又改称中正路。中段（南门兜至小桥），初为斗中街、茶亭街、横街等几个路段组成，民国时期又分别改称斗中路、茶亭路、吉新路。南段（小桥至解放大桥），初称中亭街，民国时又改名小桥路、中亭路。1950年8月14日福州市政府为纪念解放军占领福州（1949年8月17日）一周年，将上述街道分别更名为八一七北路、八一七中路与八一七南路。

## 主要路口

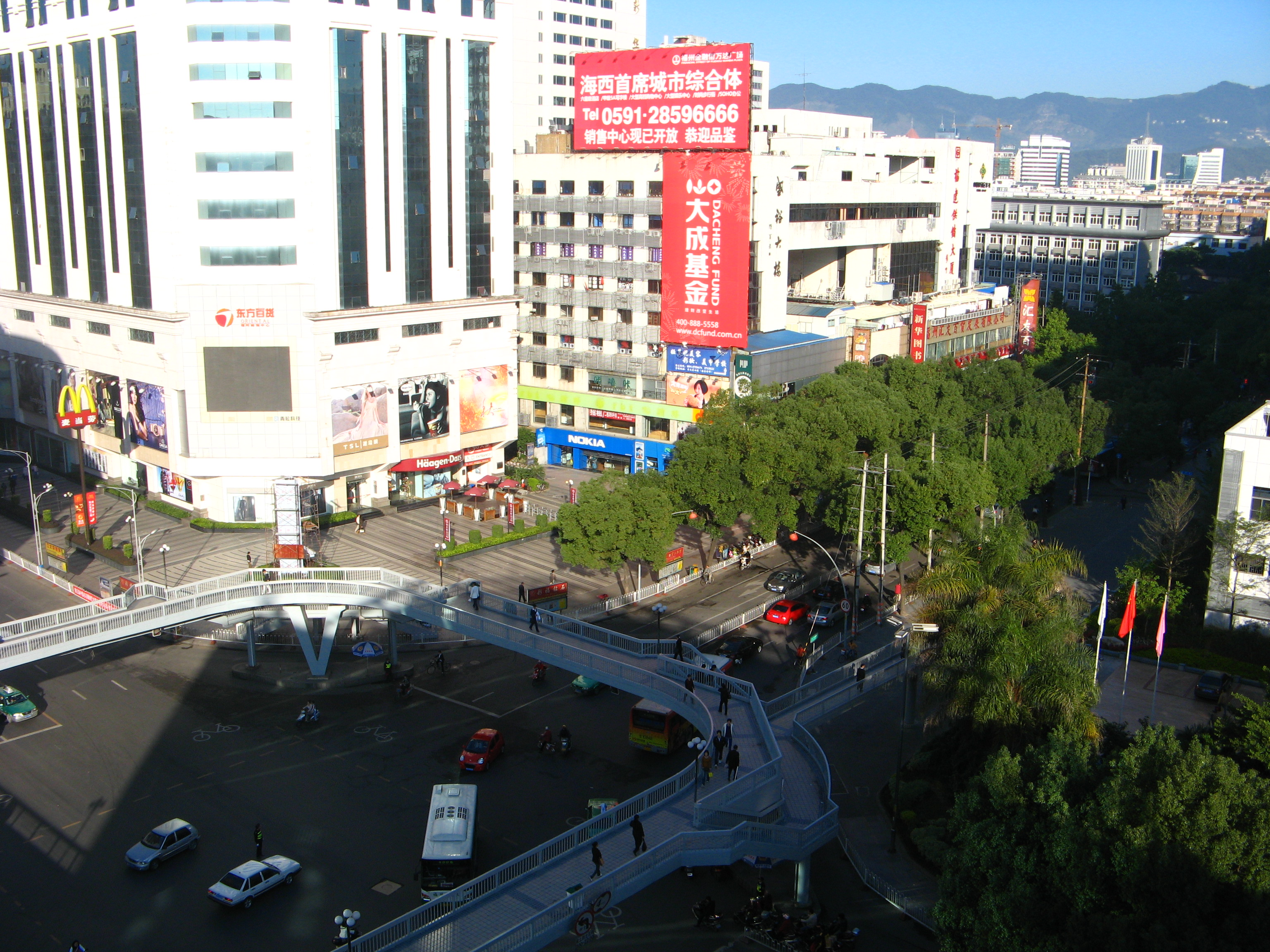
东街口

- 鼓楼前：八一七路的起点，北接鼓屏路，东西分别为鼓东路与鼓西路。
- 东街口：八一七北路与杨桥路-东街的交点，为福州著名的商业中心之一，福州四口之一。
- 南门兜：八一七北路与中路的分界点，东为古田路，西为乌山路。因位于福州城南门而得名。
- 洋头口：八一七中路与东西向的工业路-国货路的交点，也是福州四口之一（另外两处是旗汛口与渡鸡口）。
- 小　桥：八一七中路与南路的分界点，东为达道路，西为下杭路。小桥为明成化六年（1470年）由福州知府周纯所建[3]，至今犹存。
- 大桥头：解放大桥北端。

## 兩旁的主要建築物/機構
由北往南排列
- 鼓樓前公園
- 三坊七巷
- 福州文廟
- 于山
- 烏山
- 五一廣場
- 福建醫科大學附屬第一醫院
- 上下杭
- 中洲島

## 交通
巴士
- 南街站
- 道山路口站
- 南门站
- 茶亭站
- 洋头口站
- 省人民医院站
- 文化宫站
- 中亭街站

地鐵
- 福州地铁1号线东街口站、南门兜站、茶亭站、达道站

均在鄰近福州八一七路位置設有出口。